# 808・マフィア
808・マフィア (808 Mafia) とは、アメリカ合衆国の音楽プロダクションチームである。創設メンバーは、レックス・ルガーとサウスサイドで、現在は"1017・ブリック・スクワッド・レコード"と契約を結んでいる。2011年に結成されたが、現在は彼ら以外のプロデューサーも在籍している。2012年には、公式インストミックステープ『808 Mafia』がリリースされている。主に手掛けるジャンルは、トラップやクランクなど。